# Пиллман, Брайан
Бра́йан Уи́льям Пи́ллман (англ. Brian William Pillman, 22 мая 1962, Цинциннати, Огайо — 5 октября 1997, Блумингтон, Миннесота) — американский рестлер и игрок в американский футбол, наиболее известный по выступлениям в Stampede Wrestling в 1980-х годах и World Championship Wrestling (WCW), Extreme Championship Wrestling (ECW) и World Wrestling Federation (WWF) в 1990-х годах.
Пиллман известен по прозвищу «Неуправляемый» (англ. The Loose Cannon) — образ, в рамках которого он провёл серию «ворк-шутов» (ситуация, когда рестлер запланировано выходит из образа), которые принесли ему дурную славу за непредсказуемый характер. Он также был известен чрезвычайной ловкостью на ринге, хотя автомобильная авария в апреле 1996 года, в результате которой он получил обширные травмы лодыжки, ограничила его возможности. К концу своей карьеры он работал со своим давним другом и бывшим товарищем по команде Стивом Остином в сюжете, связанным с огнестрельным оружием.

## Ранняя жизнь
Пиллман родился 22 мая 1962 года у валлийской матери по имени Мэри; у него было три сестры по имени Энджи, Линда и Сьюзен, а также брат Фил. Его отец умер от сердечного приступа, когда Пиллману было три месяца, в августе 1962 года.
В детстве у Пиллмана развились множественные полипы в горле, и он перенёс от тридцати одной до тридцати шести операций по их удалению, причём многие из них были сделаны до трёхлетнего возраста. Из-за медицинских проблем Пиллман провёл большую часть своего раннего детства в больнице, возвращаясь домой только на Рождество. Из-за этого мать Пиллмана решила отдать его в государственную школу, чтобы он мог проводить больше времени с друзьями, что привело к тому, что он стал единственным пресвитерианином в своей католической семье. В детстве Пиллман занимался многими видами спорта, включая баскетбол и хоккей, но был довольно хрупким и часто подвергался насмешкам со стороны других детей из-за своего хриплого голоса, который был повреждён в результате многочисленных операций, что, по словам его матери, побудило его научиться боксу.

## Карьера в американском футболе
Пиллман окончил среднюю школу Норвуда в Огайо. Учась в университете Майами в Оксфорде, Огайо, Пиллман играл в футбол за команду «Рэдскинс» в качестве защитника. В 1984 году Пиллман не был выбран на драфте НФЛ. В качестве свободного агента он присоединился к своей родной команде «Цинциннати Бенгалс», а затем к команде Канадской футбольной лиги «Калгари Стампидерс». Пиллман также играл за команду «Баффало Биллс» в предсезонных играх в 1985 года, но стал последним игроком, отчисленным перед началом того сезона.

## Карьера в рестлинге

### Stampede Wrestling (1986—1988)
После завершения футбольной карьеры Пиллман остался в Канаде и начал тренироваться как рестлер под руководством Стю Харта и его сыновей. Он дебютировал в ноябре 1986 года в промоушене Харта Stampede Wrestling в Калгари.
Пиллман закончил выступление в Stampede 13 августа 1988 года. Для продолжения своей карьеры он отправился в Continental Wrestling Association в Мемфисе. После ухода из Stampede в 1989 году Пиллман недолго работал в New Japan Pro-Wrestling, где выступал в одиночных матчах против таких людей, как Маса Сайто, Тацуми Фудзинами, Чёрный кот и Наоки Сано, а также в командных матчах с Биг Ван Вейдером против Рики Тёсю и Тацуми Фудзинами.

### National Wrestling Alliance / World Championship Wrestling (1989—1994)

#### Летающий Брайан и «Голивудские блондины» (1989—1994)
В 1989 году Пиллман вернулся в США и начал выступать в World Championship Wrestling (WCW), где благодаря своим атлетическим способностям и разнообразию воздушных манёвров был известен как «Летающий Брайан». Он был одним из первых американских рестлеров, наряду с Бобби Итоном, который включил в свой арсенал различные приёмы мексиканского луча либре.
В 1993 году вместе с «Сногсшибательным» Стивом Остином Пиллман создал команду под названием «Голивудские блондины». В эпизоде Power Hour от 27 марта 1993 года дуэт выиграл командное чемпионство у Рики Стимбота и Шейна Дагласа. Команда просуществовала до октября 1993 года, когда Пиллман начал вражду с Остином.

### Extreme Championship Wrestling (1994)
В 1994 году Пиллман перешёл в Extreme Championship Wrestling (ECW) в рамках обмена рестлерами между ECW и WCW. Самым заметным его матчем там был матч в команде с Шейном Дагласом в котором они проиграли Рону Симмонсу и 2 Колд Скорпио.

### Возвращение в WCW (1995—1996)

#### «Четыре всадника» и Неуправляемый (1995—1996)
Пиллман вернулся в WCW в январе 1995 года. В сентябре 1995 года Пиллман сформировал команду с Арном Андерсоном и начал враждовать с Риком Флэром. 4 сентября 1995 года Пиллман провёл матч на премьерном эпизоде Monday Nitro, победив Дзюсина «Грома» Лайгера в матче-реванше со SuperBrawl II. После того, как Флэр проиграл матч Арну Андерсону на Fall Brawl, Флэр обратился за помощью к Стингу, чтобы объединиться против Пиллмана и Андерсона на Halloween Havoc. Пиллман и Андерсон напали на Флэра перед матчем, вынудив Стинга выйти в одиночку. Когда Стингу больше всего нужна было передать право боя, в последний момент вышел Флэр с повязкой на голове, принял право боя от Стинга и тут же повернулся и атаковал его. Эти действия стали сигналом к воссоединению «Четырёх всадников». В этом составе были Флэр, Андерсон, Пиллман и Крис Бенуа.
В конце 1995 года Пиллман разработал свой образ «Неуправляемого». В этот период времени он сменил свой образ спортивного голливудского блондина на агрессивный, неуправляемый образ. Даже его союзники по «Всадникам», особенно Андерсон, были насторожены его поведением и тщетно пытались держать его в узде. Почти все время Пиллмана можно было увидеть в кожаных жилетах, солнцезащитных очках, ювелирных украшениях и футболках с черепами, монстрами и изречениями. В своих речах Пиллман часто смешивал факт и вымысел. 23 января 1996 года во время матча с Эдди Герреро на эпизоде Champions XXXII Пиллман схватил комментатора Бобби Хинана за воротник, заставив Хинана (у которого в прошлом были проблемы с шеей) нецензурно выразиться в прямом эфире.
Во время февральского шоу SuperBrawl VI в 1996 году Пиллман проиграл Кевину Салливану (бывшего в то время сценаристом WCW), после чего Пиллман взял микрофон и сказал Салливану: «Я уважаю тебя, сценарист». Слово «сценарист» были вырезано из записи. На следующий день после SuperBrawl VI Пиллман был уволен президентом WCW Эриком Бишоффом. В автобиографии Бишофф сказал, что Пиллман был уволен для того, чтобы он мог уйти и развить образ «Неуправляемого» в ECW, а затем вернуться в WCW. Бишофф утверждает, что это был план, который они с Пиллманом придумали вместе. Позже это обернулось против Бишоффа, так как Пиллман не вернулся.

#### Возвращение в ECW (1996)
Сразу после ухода из WCW Пиллман вернулся в Extreme Championship Wrestling (ECW) и 17 февраля 1996 года появился на ежегодной интернет-конвенции промоушена — ECW CyberSlam. Во время интервью, которое проводил на ринге Джоуи Стайлс, Пиллман оскорбил Бишоффа, назвав его комментатором, «мальчиком на побегушках» и «куском дерьма». Он обратил своё внимание на зрителей ECW, насмешливо назвав их «смарками» — группой людей, которые считают себя настоящими фанатами рестлинга. После того как Стайлз попытался закончить интервью, Пиллман пригрозил «достать Джонсона» и помочиться на ринге. С Пиллманом столкнулись владелец ECW Тод Гордон, сценарист Пол Хейман и рестлер Шейн Даглас, которые заставили охранников увести его с ринга. Когда его уводили с арены, Пиллман напал на фаната, сидевшее в зале, с вилкой, которую он достал из ботинка.
Пиллман ни разу не выступил на ринге в ECW. 15 апреля 1996 года он получил тяжёлую травму, заснув за рулём своего Hummer H1 в Кентукки, врезался в ствол дерева, перевернув автомобиль. Он пролежал в коме неделю и получил раздробленный перелом лодыжки, что заставило врачей скрепить её в фиксированном для ходьбы положении. Это вынудило Пиллмана отказаться от своего прежнего стиля борьбы с полётами в пользу более приземлённого стиля.

### World Wrestling Federation (1996—1997)
Пиллман подписал контракт с WWF 10 июня 1996 года, причём о подписании было объявлено на пресс-конференции. Он стал вторым рестлером, подписавшим гарантированный контракт с WWF после Марка Меро. Во время восстановления после перелома лодыжки Пиллман выступал в качестве комментатора, перейдя к роли рестлера 29 июня 1996 года после нападения на буйного фаната во время эпизода WWF Superstars.
На эпизоде Raw от 4 ноября 1996 года Пиллман со своим бывшим товарищем по команде Стивом Остином принял участие в печально известной истории «У Пиллмана пистолет». Когда Пиллман только пришёл в WWF, он сразу же присоединился к своему давнему другу и бывшему товарищу по команде Остину. Однако Пиллман стал заметно благоволить к врагу Остина, Брету Харту, пока Остину не надоело, и он жестоко атаковал Пиллмана во время интервью на Superstars от 27 октября 1996 года. Остин и Пиллман враждовали несколько недель, когда Остин решил навестить Пиллмана в его доме в Уолтоне, Кентукки. Интервьюер WWF Кевин Келли сидел в доме Пиллмана со съёмочной группой и семьёй рестлера, а друзья Пиллмана окружили дом, чтобы защитить его. Как только Остин появился, на него напали друзья Пиллмана, но он быстро усмирил их. Затем он ворвался в дом Пиллмана и набросился на своего заклятого врага. Однако в ответ Пиллман достал пистолет, который демонстрировал ранее, и направил его на замешкавшегося Остина, в то время как Келли и жена Пиллмана Мелани кричали о помощи. Затем трансляция была прервана и экран потемнел. Режиссёр на месте событий связался с комментатором Винсом Макмэном и сообщил, что слышал «пару выстрелов». Трансляция была восстановлена незадолго до окончания Raw, и зрители увидели, как друзья Пиллмана вытаскивают Остина из дома, а Пиллман нацелил пистолет на Остина и объявил о своём намерении «убить этого сукина сына!». Пиллман также нецензурно выразился в прямом эфире. WWF и Пиллман в конечном итоге извинились за весь этот сюжет.

#### Основание Хартов (1997)
После «Рестлмании 13» Пиллман вернулся и объединился со своими близкими друзьями в реальной жизни Бретом Хартом, Оуэном Хартом, Британским Бульдогом и Джимом Нейдхартом в антиамериканскую группировку «Основание Хартов», которая враждовала со Стивом Остином.
После вражды с Остином, он враждовал с Голдастом из-за Марлены. Пиллман победил Голдаста на шоу In Your House 17: Ground Zero. Это стало его последним выступлением на PPV WWF. Свой последний телевизионный матч WWF он провёл 4 октября 1997 года в эпизоде Shotgun Saturday Night, победив Дюд Лава по дисквалификации из-за вмешательства Голдаста.

## Смерть
5 октября 1997 года Пиллман должен был сразиться с Дюд Лавом на шоу WWF In Your House 18: Badd Blood. Стив Остин рассказывал, что Джиму Корнетту было поручено выяснить местонахождение Пиллмана. Джим связался с мотелем Budget Motel в Блумингтоне, Миннесота, где Пиллман останавливался предыдущей ночью, и получил ответ от администратора, что Пиллман был найден горничными мёртвым в своём номере. Ему было 35 лет. Вскрытие показало, что смерть Пиллмана наступила из-за сердечного приступа. Однако Остин объяснил, что смерть была вызвана ранее не выявленной атеросклеротической болезнью сердца, которая также привела к смерти отца Пиллмана. На следующий вечер на Monday Night Raw WWE почтила память Брайана Пиллмана. Позже тем же вечером Винс Макмэн взял интервью у Мелани Пиллман, интервью было расценено как дурновкусное и получило награду Wrestling Observer Newsletter «Самая отвратительная рекламная тактика» за тот год.

## Личная жизнь
Пиллман был очень близким другом семьи Хартов. И Пиллман, и Харты говорили о себе как о братьях и сёстрах. Пиллман заявил, что он любит Брета и Оуэна настолько, что готов сделать для них все, что угодно. Он был единственным членом «Основания Хартов», не связанным с семьёй ни кровным родством, ни браком.
Пиллман встречался с Терри Раннелс, когда они вместе работали в WCW, до её брака с Дастином Роудсом. Позже, 17 марта 1993 года, он женился на Мелани. На тот момент у Мелани было двое детей от предыдущих отношений — Алексис Мишель Рид и Джесси Морган. В то время у Пиллмана также были дочери — Даниэль и Бриттани, от двух предыдущих отношений. У Пиллмана и Мелани было двое общих детей — Брайан Закари и Скайлар Кинг, последняя родилась после смерти Пиллмана.
Брайан и Мелани были вовлечены в развод на момент его смерти в октябре 1997 года. Мелани говорила, что она хотела, чтобы развод стал для Брайана сигналом к пробуждению, и на момент смерти Брайана они все ещё жили вместе, но он был изгнан жить в подвал.
В начале 2008 года приёмная дочь Пиллмана Алексис Мишель Рид дебютировала в рестлинге под именем «Секси» Лекси Пиллман. 26 ноября 2009 года Рид умерла от травм, полученных в автомобильной аварии. Рид было 26 лет.
Как и отец, Брайан Закари стал футболистом и играл на школьном уровне. В феврале 2017 года он объявил о своём решении пойти по стопам отца и стать рестлером. Младший Пиллман тренировался у Лэнса Шторма, в настоящее время выстпуает в All Elite Wrestling.

## Титулы и достижения
- World Championship Wrestling
  - Чемпион WCW полутяжёлом весе (2 раза)[22][23]
  - Командный чемпион мира WCW (1 раз) — со Стивом Остином[24]
  - Командный чемпион мира NWA (1 раз) — со Стивом Остином[25]
  - Командный чемпион Соёдиненных Штатов NWA (1 раз) — с Томом Зенком[26]
  - Турнир за титулы командных чемпионов Соёдиненных Штатов NWA (1990) — с Томом Зенком
  - Турнир за титул чемпиона WCW полутяжёлом весе (1991)
- Pro Wrestling Illustrated
  - № 18 в топ 500 рестлеров в рейтинге PWI 500 в 1993 году[27]
- Stampede Wrestling
  - Международный командный чемпион Stampede Wrestling (2 раза) — с Брюсом Хартом[28]
  - Турнир за титул международного командного чемпиона Stampede Wrestling (1987) — с Брюсом Хартомt[29]
  - Зал славы Stampede Wrestling (1995)[30][31]
- Wrestling Observer Newsletter
  - Вражда года (1997) «Основание Хартов» против Стива Остина[18]
  - Самый недооценённый (1994)[18]
  - Новичок года (1987)[18]
  - Команда года (1993) со Стивом Остином[18]
- Зал славы канадского рестлинга
  - C 2016 года[32]